# Орья (приток Толмани)
Орья — река в России, протекает в Новоторъяльском районе Республики Марий Эл. Устье реки находится в 4,5 км по левому берегу реки Толмань. Длина реки составляет 10 км.
Исток реки находится в урочище Сухой Лог западнее деревни Егошино близ границы с Кировской областью. Река течёт на юго-восток, протекает деревни Егошино, Верхняя Орья, Средняя Орья и Нижняя Орья. Впадает в Толмань у деревни Ешимово. Высота устья — 111,6 м над уровнем моря.

## Данные водного реестра
По данным государственного водного реестра России относится к Камскому бассейновому округу, водохозяйственный участок реки — Вятка от города Котельнич до водомерного поста посёлка городского типа Аркуль, речной подбассейн реки — Вятка. Речной бассейн реки — Кама.
Код объекта в государственном водном реестре — 10010300412111100037365.